# Danilo D'Ambrosio
Danilo D'Ambrosio (sinh ngày 9 tháng 9 năm 1988) là một cầu thủ bóng đá chuyên nghiệp người Ý chơi ở vị trí trung vệ hoặc hậu vệ phải cho câu lạc bộ Serie A AC Monza.

## Danh hiệu

#### Inter Milan
- Serie A: 2020–21
- Coppa Italia: 2021–22, 2022–23
- Supercoppa Italiana: 2021, 2022